# I znowu zgrzeszyliśmy, dobry Boże!
I znowu zgrzeszyliśmy, dobry Boże! (fr. Qu'est-ce qu'on a encore fait au Bon Dieu ?) – francuski film komediowy z 2019 roku w reżyserii Philippe’a de Chauverona, stanowiący drugą część filmu Za jakie grzechy, dobry Boże? (2014).

## Fabuła
Film kontynuuje historię rodziny dwojga konserwatywnych, burżuazyjnych francuskich katolików, których cztery córki są zamężne z mężczyznami o odmiennych korzeniach i wyznaniach – sefardyjskim żydem, muzułmaninem z Algierii, Chińczykiem oraz czarnoskórym katolikiem pochodzącym z Wybrzeża Kości Słoniowej. Czterej zięciowie wraz z rodzinami postanawiają opuścić Francję w poszukiwaniu szczęścia za granicą – w Izraelu, Algierii, Chinach oraz Indiach. Teściowie, nie mogąc sobie wyobrazić, aby ich córki i wnuczęta mieszkały z dala od nich, są gotowi zrobić wszystko, aby zatrzymać je we Francji.

## Obsada
- Christian Clavier jako Claude Verneuil – ojciec czterech córek, mąż Marie, emerytowany notariusz, burżuazyjny katolik i gaulista
- Chantal Lauby jako Marie Verneuil – matka czterech córek, żona Claude’a
- Ary Abittan jako David Maurice Isaac Benichou – żyd sefardyjski, mąż Odile, niezaradny biznesmen z aspiracjami
- Medi Sadoun jako Rachid Abdul Mohammed Benassem – algierski muzułmanin, mąż Isabelle, adwokat popularny wśród ortodoksyjnych muzułmanek
- Frédéric Chau jako Chao Pierre Paul Ling – Chińczyk, mąż Ségolène, bankier
- Noom Diawara jako Charles Koffi – Iworyjczyk, mąż  Laure, początkujący aktor teatralny
- Frédérique Bel jako Isabelle Suzanne Marie Verneuil-Benassem – pierwsza córka Marie i Claude’a, adwokat
- Julia Piaton jako Odile Huguette Marie Verneuil-Benichou – druga córka Marie i Claude’a, dentystka
- Émilie Caen jako Ségolène Chantal Marie Verneuil-Ling – trzecia córka Marie i Claude’a, wrażliwa malarka tworząca przerażające obrazy bez powodzenia artystycznego
- Élodie Fontan jako Laure Evangeline Marie Verneuil-Koffi – czwarta córka Marie i Claude’a, zatrudniona w dziale prawnym kanału LCI
- Pascal N’Zonzi jako André Koffi – ojciec Charlesa, emerytowany wojskowy
- Salimata Kamaté jako Madeleine Koffi – matka Charlesa
- Tatiana Rojo jako Viviane Koffi – siostra Charlesa
- Claudia Tagbo jako Nicole – narzeczona Viviane
- Loïc Legendre jako młody proboszcz z Chinon

## Produkcja
Zdjęcia kręcono w Paryżu, na zamku Chenonceau i w Chinon (Indre i Loara), w Saumur (Maine i Loara), Clamart (Hauts-de-Seine) i Orgeval (Yvelines).